# 德巴利采韋市鎮
德巴利采韋市級市鎮（烏克蘭語：Дебальцівська міська громада）是乌克兰顿涅茨克州霍尔利夫卡区的一个名义上的市镇，行政中心为德巴利采韦（又譯杰巴利采沃）。该市镇的领土现被俄罗斯非法占领。

## 居民点
该市镇包括一个城市（德巴利采韋）和6个村庄。